# Підсрібник Латонія
Підсрібник Латонія (Issoria lathonia) — вид денних метеликів родини сонцевиків (Nymphalidae).

## Поширення
Вид поширений в Європі, Північно-Західній Африці, Західній та Центральній Азії від Марокко до Північної Індії та Монголії. Трапляється по всій Україні у різних біотопах. Зрідка залітає у населені пункти.

## Опис
Довжина переднього крила 17-25 мм; розмах крил — 34-50 мм. Верхня сторона крил яскраво-руда (іноді червонувато-помаранчева), з чіткими чорними округлими плямами і сірувато-зеленуватим базальним затемненням. Низ задніх крил з жовтуватою прикореневою областю і дуже великими перламутровими плямами округлої форми. Постдискальна область іржаво-коричнева, з сімома центрованими точками; субмаргінальна область рудувата, з великими сріблястими плямами. Зовнішній край переднього крила зазвичай увігнутий. Статевий диморфізм виражений.
Гусениця червонувато-сіра з білою або жовтуватою спинною і менш чіткою бічною смугами і з короткими шипами цегляно-червоного кольору.

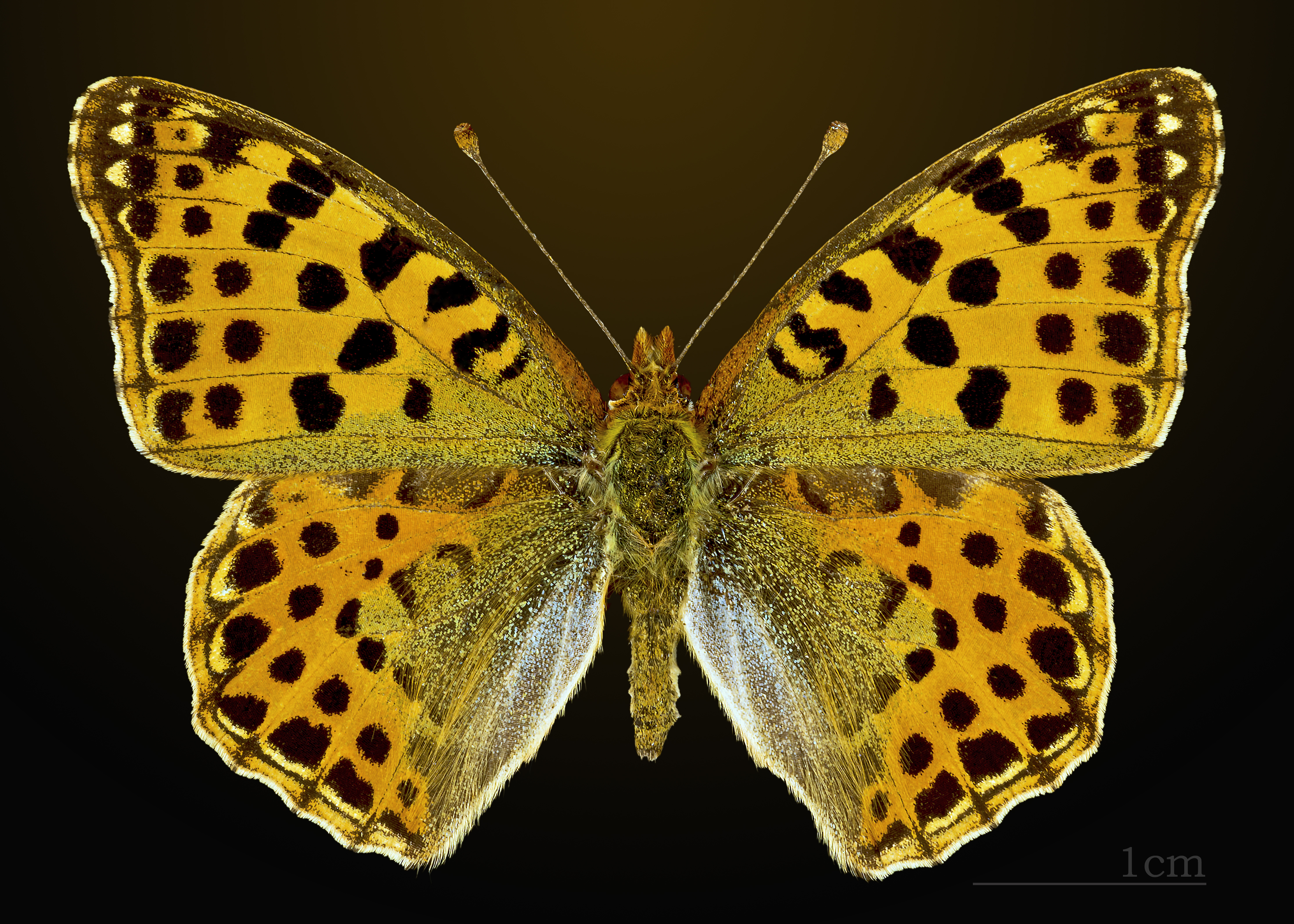
Самець, дорсальна (верхня) сторона
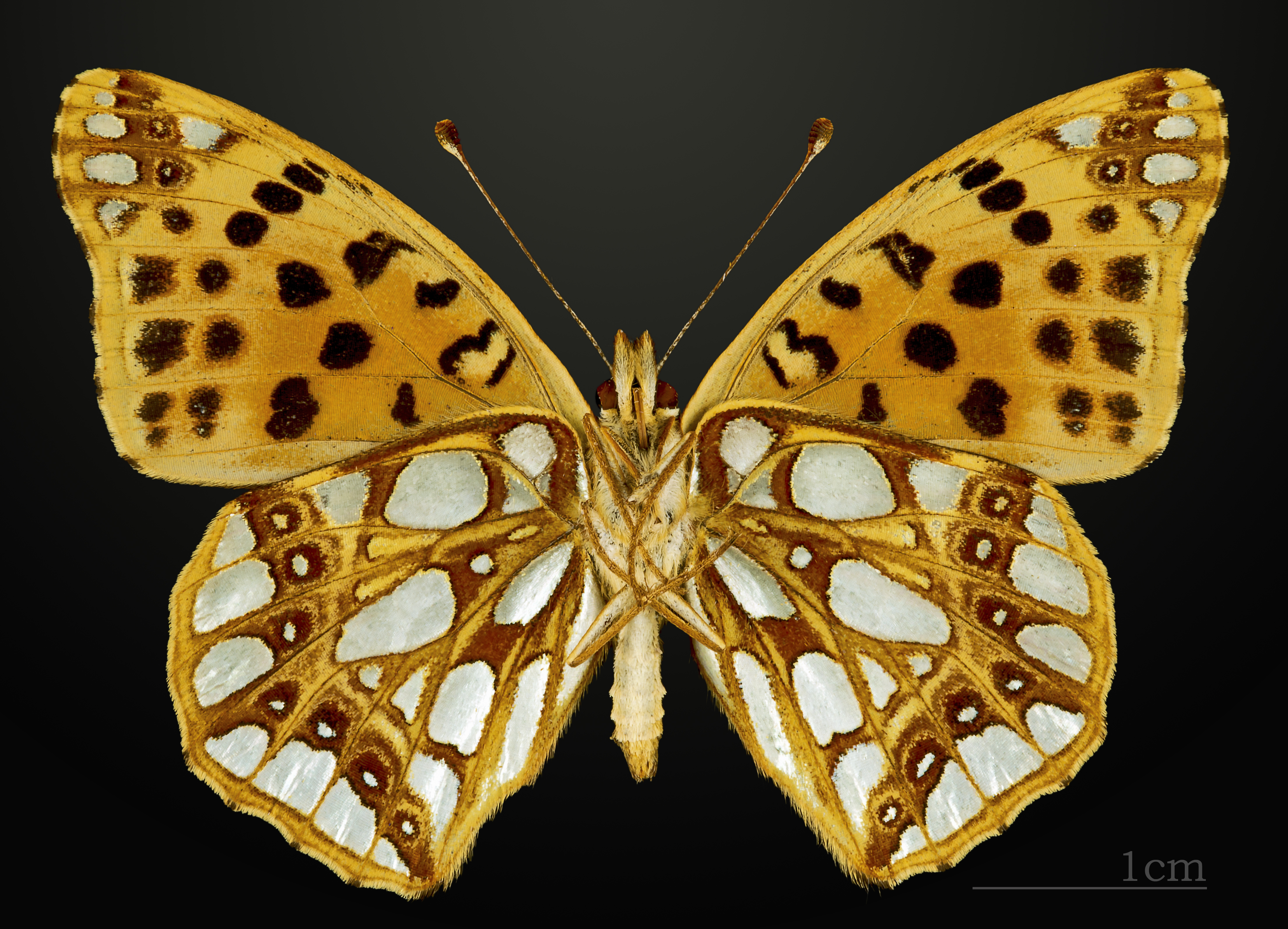
Самець, вентральна (нижня) сторона
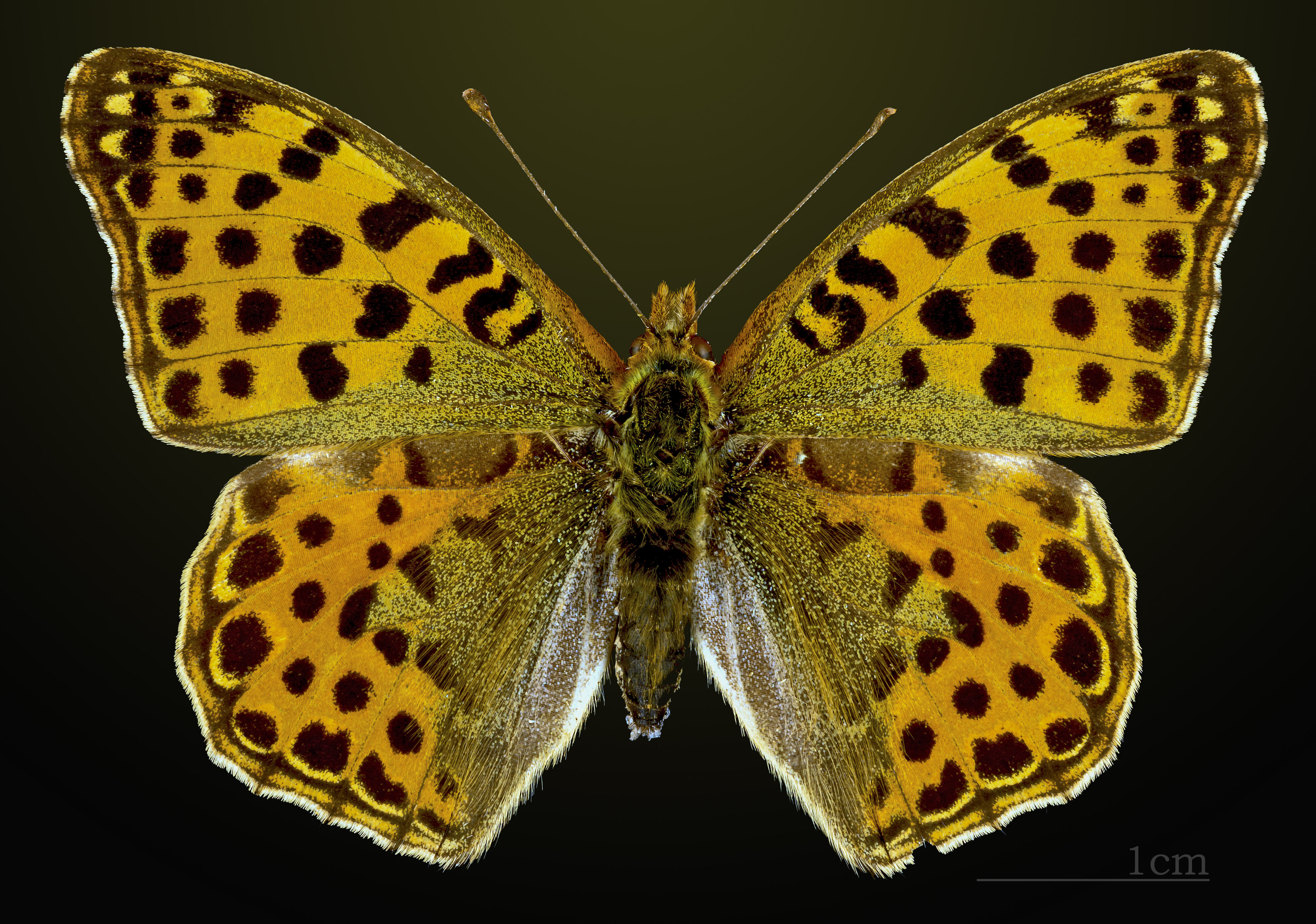
Самиця, дорсальна (верхня) сторона
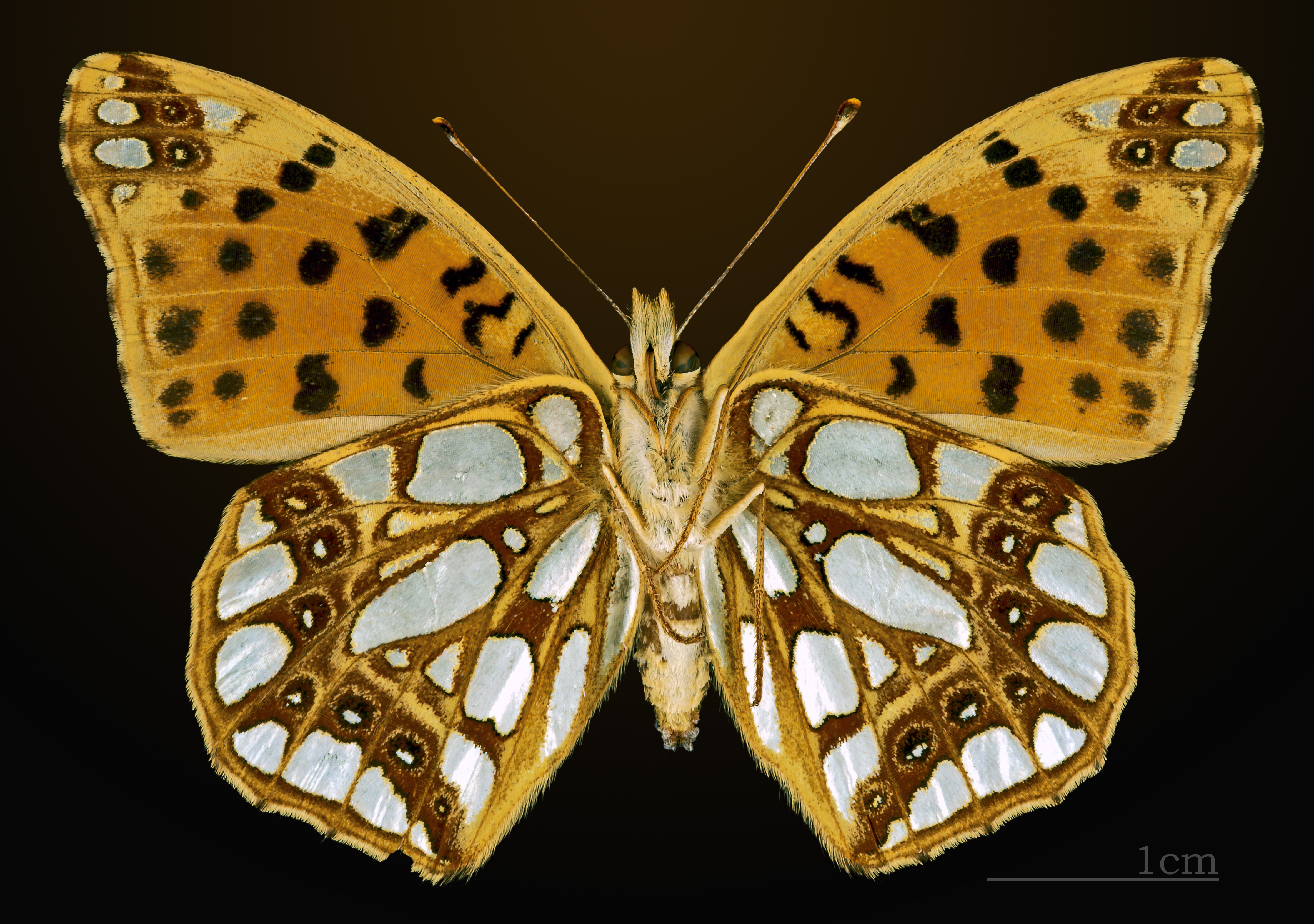
Самиця, вентральна (нижня) сторона
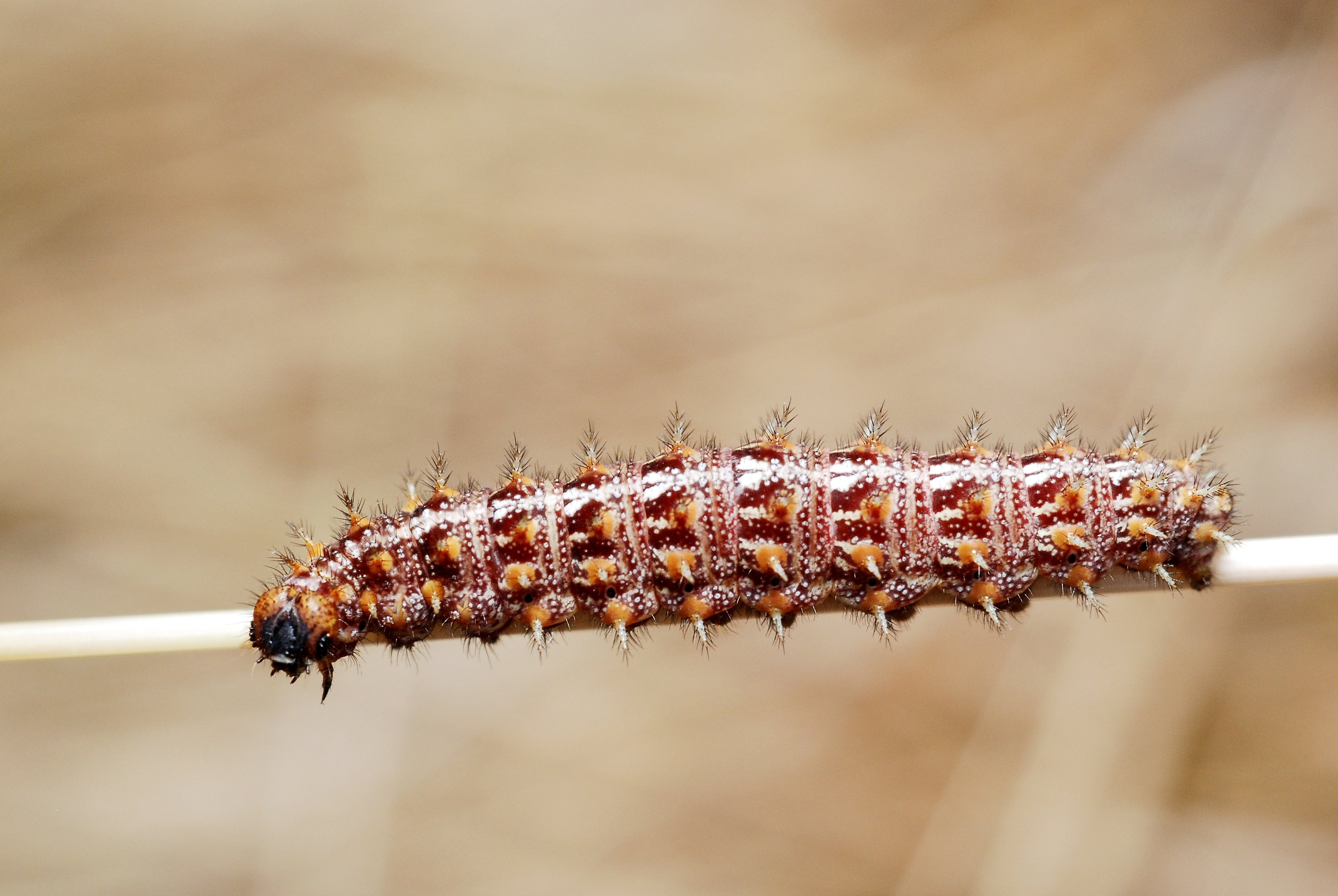
Гусениця

## Спосіб життя
Метелики літають з травня по вересень. Трапляється на полях, вздовж доріг, на луках різних типів, в степах, іноді в населених пунктах. В горах піднімається до 2500 м над рівнем моря. За рік розвиваються 2-4 покоління. Самиці відкладають до 200 круглих, дрібних, блідо-жовтих яєць. Розташовують їх поштучно на нижню сторону листя кормових рослин або поруч з ними. Гусениці живляться фіалкою, еспарцетом, конюшиною, воловиком і малиною. Молоді гусениці заповзають в згорнуте опале листя, де і зимують.